# كريس فيرغسون (لاعب بوكر)
كريس فيرغسون (بالإنجليزية: Chris Ferguson)‏ هو لاعب بوكر أمريكي، ولد في 11 أبريل 1963 في لوس أنجلوس في الولايات المتحدة.

## وصلات خارجية
- كريستوفر فيرغسون على موقع IMDb (الإنجليزية)
- كريستوفر فيرغسون على موقع قاعدة بيانات الفيلم (الإنجليزية)